# Spodoptera insignata
Spodoptera insignata är en fjärilsart som beskrevs av Walker 1856. Spodoptera insignata ingår i släktet Spodoptera och familjen nattflyn. Inga underarter finns listade i Catalogue of Life.